# Сатай (Єнбекшиказахський район)
Сата́й (каз. Сатай) — село у складі Єнбекшиказахського району Алматинської області Казахстану. Входить до складу Каракемерського сільського округу.
У радянські часи село називалось імені Калініна.
Населення — 873 особи (2021; 288 у 2009, 134 у 1999, 164 у 1989).